# Morphosyntax
Die Morphosyntax ist der Bereich der Grammatik, der die Morphologie (hier insbesondere Formen- oder Flexionslehre) und die Syntax (Satzlehre) in ihren Wechselwirkungen betrachtet.

## Abgrenzung
Während die Morphologie sich mit der inneren Struktur von Wörtern befasst und sich der Erforschung der kleinsten bedeutungs- und/oder funktionstragenden Elemente einer Sprache, der Morpheme widmet, untersucht die Morphosyntaktik die Beziehungen zwischen den Morphemen und dem Satzbau. Nach Wandruszka (1997) wird der Bereich der Morphosyntaktik beschrieben mit der Wiedergabe syntaktischer Funktionen und Relationen durch Wortteile oder gebundene Morpheme. Für ihn ist Morphosyntaktik eigentlich Wortformbildung und bezieht sich auf den syntaktisch-funktionalen Inhalt von Morphemen.
Ein Beispiel für den Blickwinkel der Morphosyntax ist die Wiedergabe syntaktischer Funktionen durch morphologische Mittel. In Sprachen, die Kasus morphologisch markieren, sind dies die Flexivendungen, z. B. markiert die Endung -AM in Lateinisch ROSAM den Akkusativ und kann damit anzeigen, dass ROSAM Objekt ist; oder die Endung -ami in Polnisch psami den Instrumental (‚mit den Hunden‘, zum Nominativ: psy ‚Hunde‘), womit angezeigt werden kann, dass es sich um ein Adverbial handelt.
Andererseits verweist die Endung -o in einem spanischen hablo ‚ich spreche‘ direkt auf das Subjekt und macht aus einem Verbstamm ein Prädikat. Je nachdem, wie man die morphologischen Mittel definiert, können dazu neben reinen Flexiven wie dt. -e, -st, -t in ich mache, du machst, er macht auch Klitika (z. B. manche Erscheinungsformen von Artikeln oder Pronomen) gezählt werden wie in Französisch je fais ‚ich mache‘ oder Portugiesisch comprá-lo-ia ‚ich würde es kaufen‘, wo das Objektpronomen zwischen Stamm (comprá-) und Konditionalendung (-ia) eingeschoben werden muss, während bei Verneinung das Pronomen vorne steht: Não o compraria (,ich würde es nicht kaufen').
Es ist zwischen folgenden Funktionen zu unterscheiden:
Syntaktische Funktionendas sind z. B. Prädikat, Adverbial, Subjekt, Objekt
Syntaktische Kategoriendazu zählen z. B. Adjektivphrase, Nominalphrase, Satz
Begriffe für strukturelle Beziehungenetwa Kopf, Attribut, Komplement
Morphosyntaktische Begriffediese beziehen sich auf eine Form-Funktionskorrelation: Kasus (Nominativ, Genitiv, Dativ, Akkusativ, Vokativ, Instrumental, Ablativ, Lokativ), Tempus, Aspekt, Modus, Diathese, Numerus, Genus, Person, Komparativ. Von morphosyntaktischen Begriffen spricht man in erster Linie dann, wenn in einer Sprache die syntaktischen Funktionen durch morphologische Mittel ausgedrückt werden, so existiert etwa im Deutschen eine morphosyntaktische Kategorie „Kasus“, weil mit den Endungen -0, -es, -e, -0 in Mann, Mannes, Manne, Mann die Kasus Nominativ, Genitiv, Dativ, Akkusativ ausgedrückt werden. Im Französischen existiert eine morphosyntaktische Kategorie Kasus beim Nomen allenfalls in einem weiteren Sinn, weil die syntaktischen Funktionen durch Stellung oder Funktionswörter (Präpositionen) ausgedrückt werden: Albert voit le professeur ‚Albert sieht den Lehrer‘: hier wird nur durch die Position eindeutig, dass Albert Subjekt und der Lehrer Objekt ist. Funktionswörter, die Klitika sind, können aber auch in die Morphosyntax einbezogen werden (s. o.).
Lexikalische Kategoriendas sind die Wortarten wie Verb, Nomen, Adjektiv, die syntaktischen Kategorien (z. B. Nominalphrase) leiten sich daraus ab, so ist eine Nominalphrase ein Ausdruck, der um ein Nomen herum aufgebaut wird (d. h. das Nomen als Kopf hat).